# Fiasca da pellegrino

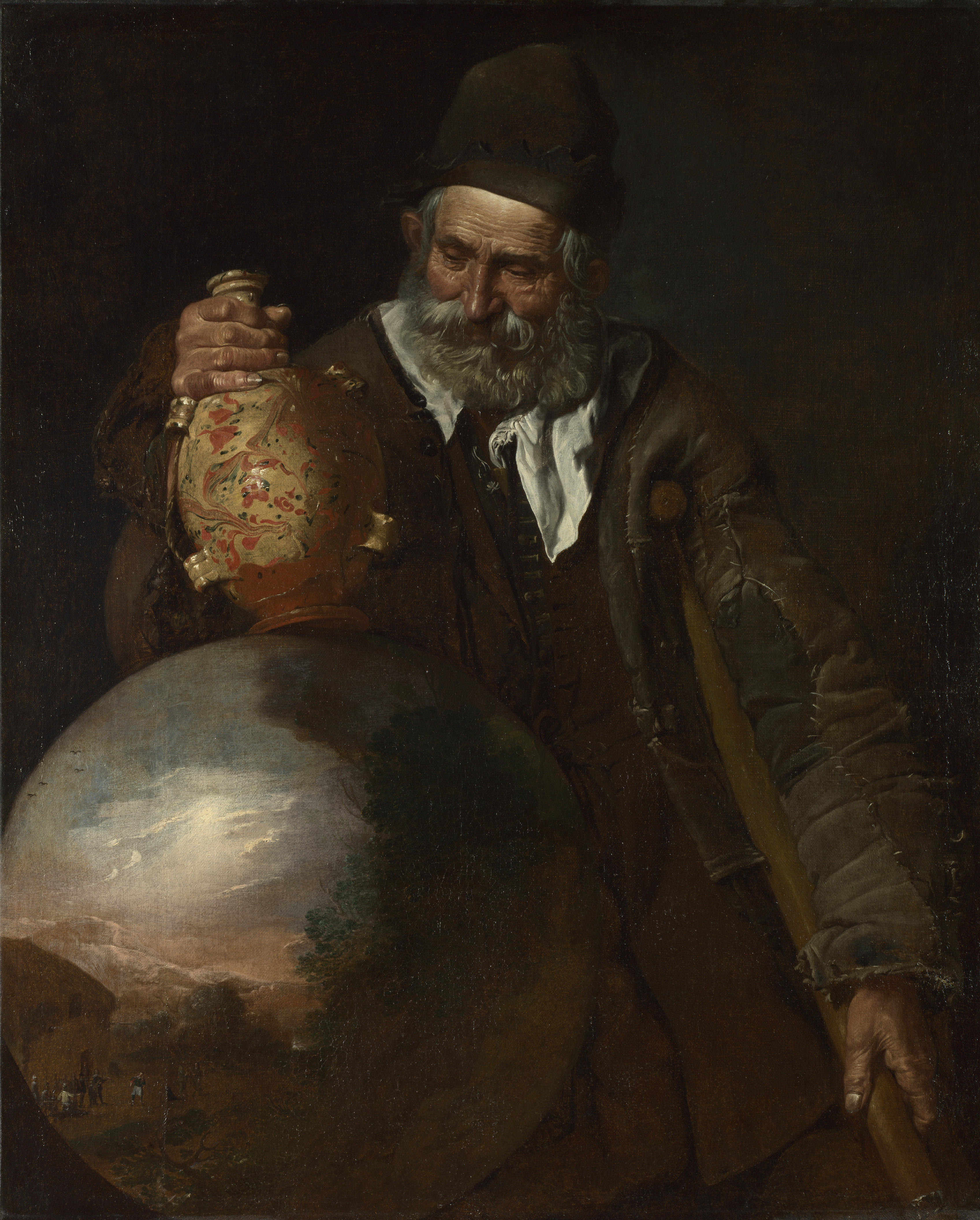
Vecchio uomo che tiene una fiasca da pellegrino su un globo (c. 1650), attribuito a Pietro Bellotto

La fiasca da pellegrino (o del pellegrino) è un genere di contenitore che permette il trasporto di piccole quantità di liquido con l'ausilio di una corda a tracolla o a spalla.

## Descrizione e storia
Nel corredo del pellegrino, oltre il bordone e la conchiglia, la fiasca (spesso realizzata con la zucca lagenaria) è anche il simbolo del viaggiare a piedi.
Le copie sopravvissute fino ai giorni nostri possono essere in vari tipi di metallo, di ceramica o di vetro. La fiasca da pellegrino si presenta di forma lenticolare con quattro anse o prese forate disposte sui fianchi. Il suo collo è cilindrico o troncoconico.
Attestata sin dall'età del ferro nel Mediterraneo occidentale, la fiasca da pellegrino è un caratteristico recipiente in ceramica di origine filistea e fenicia, che sembra conoscere in Sardegna un grande successo dove fu ampiamente e per lungo tempo imitata particolarmente nel periodo nuragico. Di tradizione cipriota ma documentate anche in diversi contesti etruschi che ebbero contatti con la Sardegna sono le riproduzioni di fiasche del pellegrino miniaturizzate in bronzo (alle quali spesso si attribuisce un importante valore simbolico e rituale).
Durante il Rinascimento, la fiasca da pellegrino è una tipologia frequente (in maiolica e in vetro) nel vasellame da mensa dei palazzi signorili. Era utilizzata principalmente esposta sulle credenze dei banchetti principeschi.

Fiasca in terracotta con cordicella per la sospensione risalente al Nuovo Regno dell'Egitto. Museo Egizio, Torino.
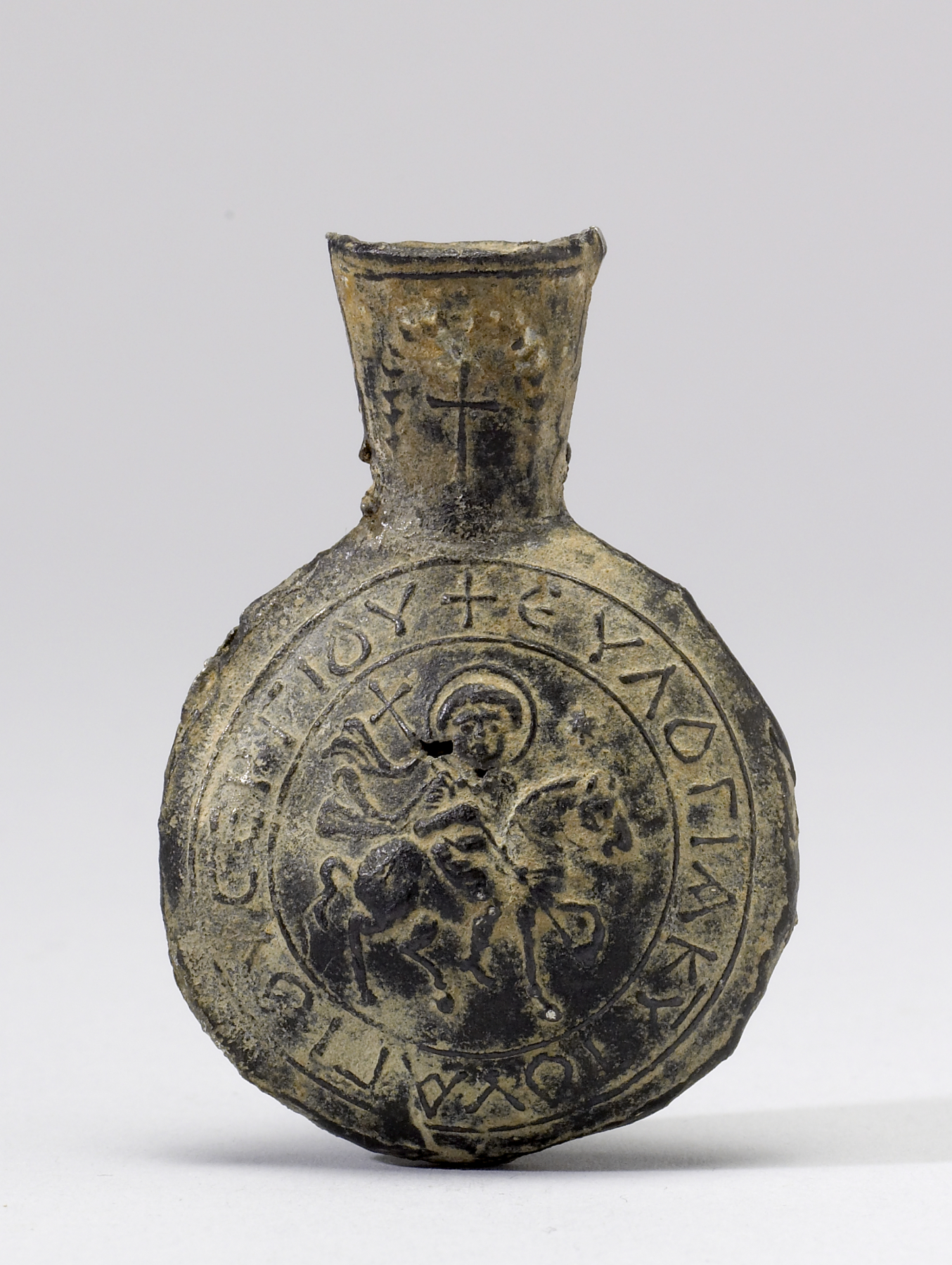
Ampolla da pellegrino immagine di San Sergio dal santuario di San Sergios in Siria VI secolo
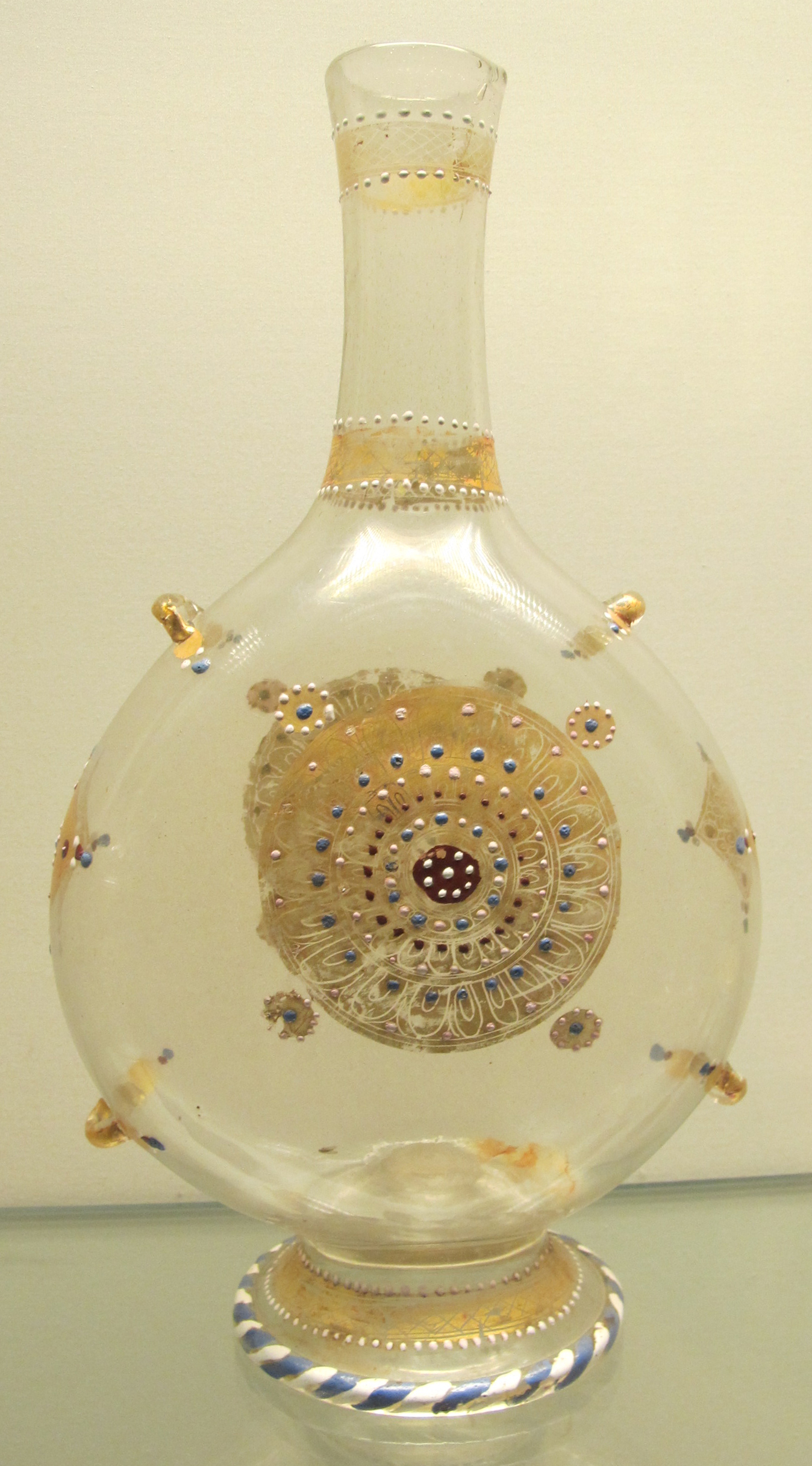
Fiasca in vetro cristallino con decori a smalti policromi e oro (bottega veneziana, fine XV secolo)
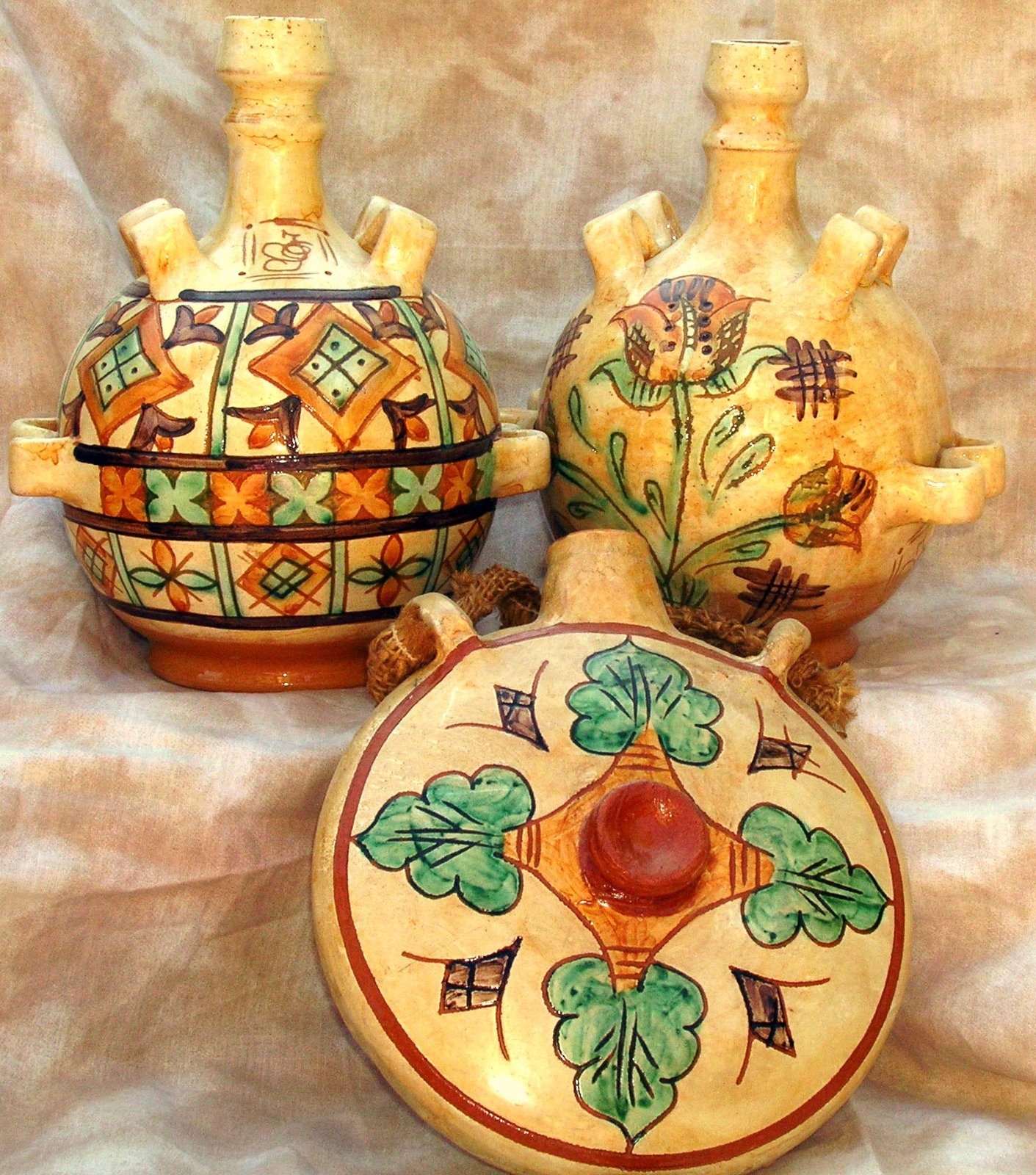
Fiasca da pellegrino o da viandante, Ceramica di Mantova (riproduzioni del XV secolo)
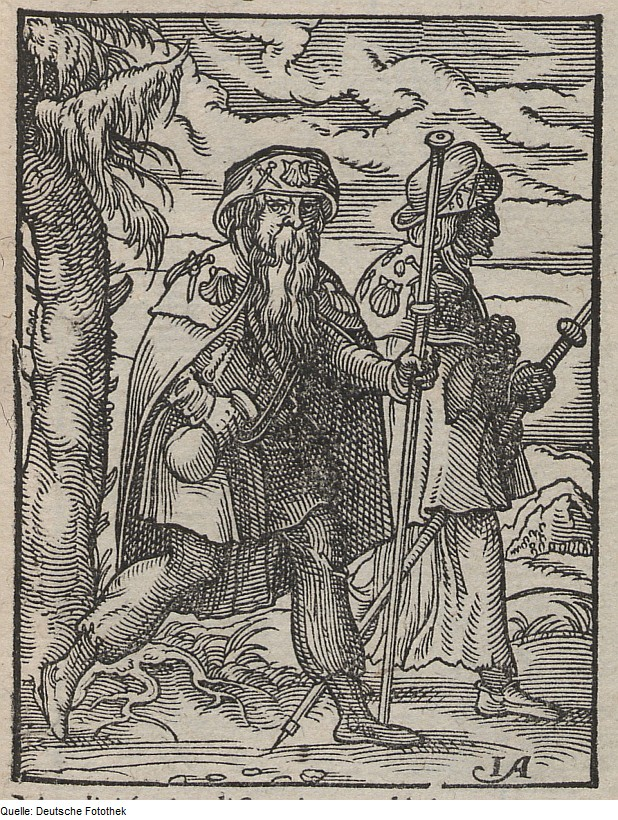
Rappresentazione di pellegrini xilografia di Jost Amman (1528)
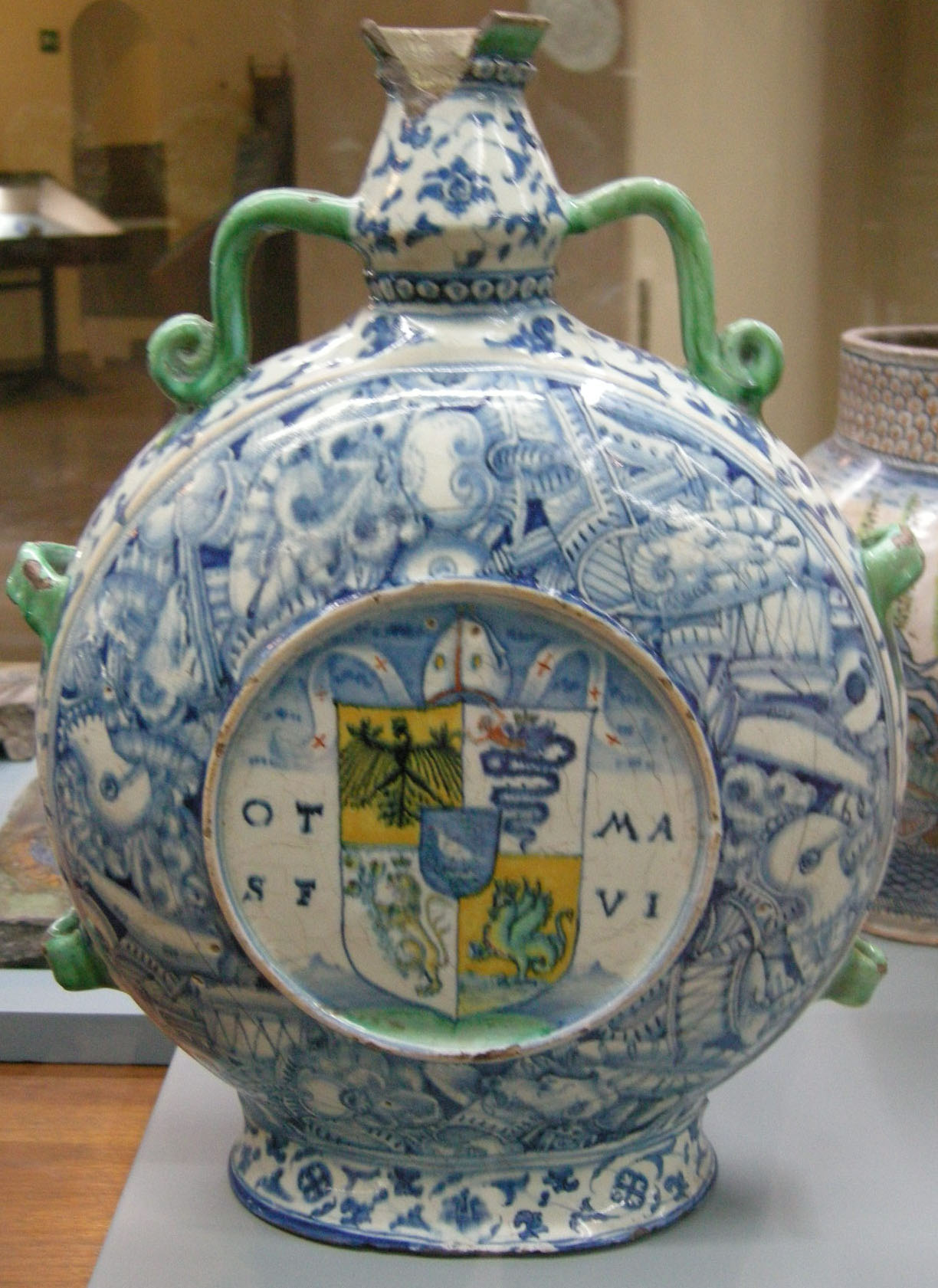
Fiasca stemmata in maiolica, inizio del XVI secolo
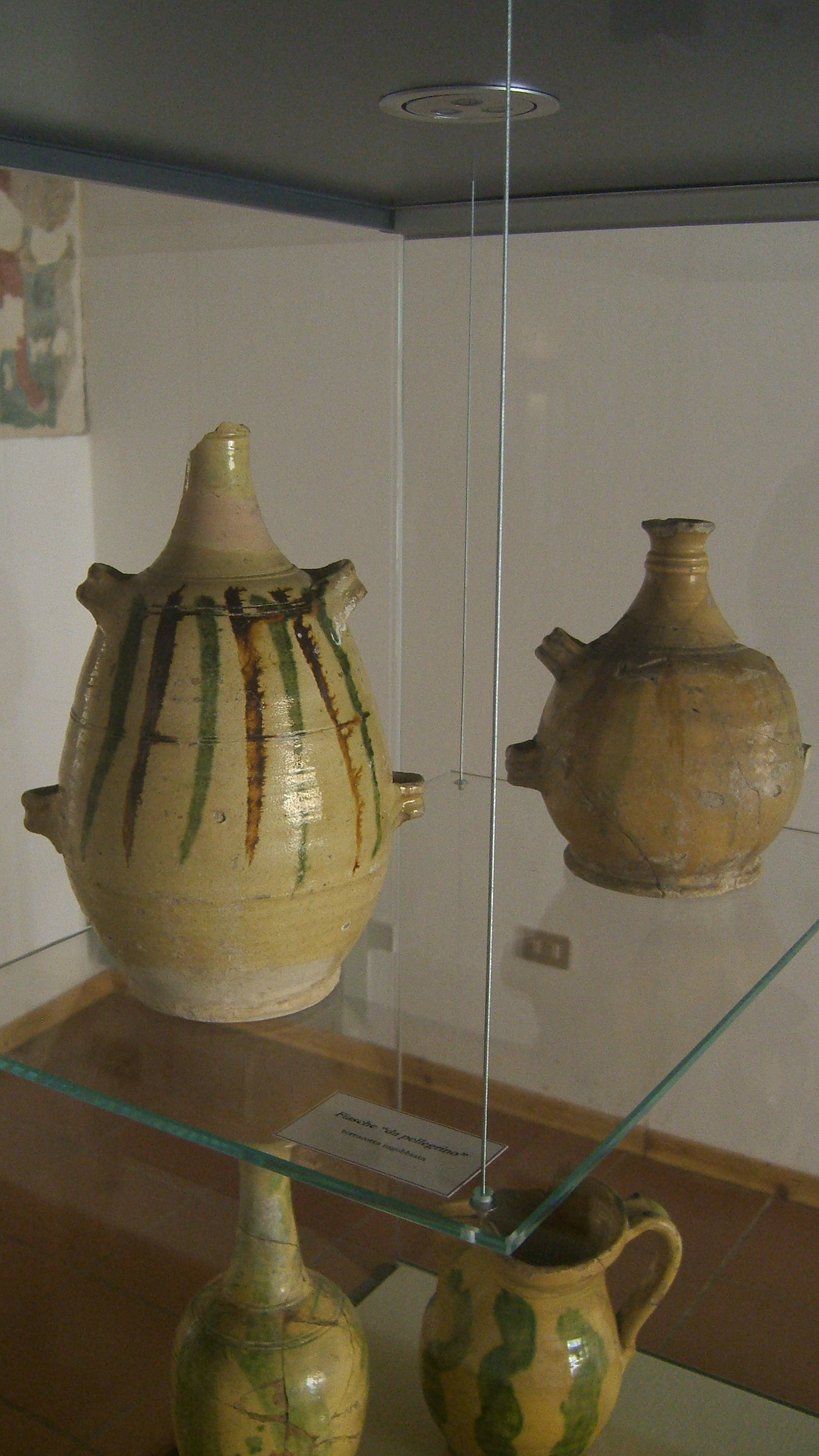
Fiasche (a destra, forse del XV-XVI sec., a sinistra, forse XVII sec.) in terracotta ingobbiata, dipinta e invetriata